# Sesamia hemisparacta
Sesamia hemisparacta là một loài bướm đêm trong họ Noctuidae.